# Stepanivka, Krînîcikî
Stepanivka (în ucraineană Степанівка) este un sat în comuna Novoselivka din raionul Krînîcikî, regiunea Dnipropetrovsk, Ucraina.

## Demografie
Componența lingvistică a localității Stepanivka
     Ucraineană (95,62%)
     Rusă (3,92%)
Conform recensământului din 2001, majoritatea populației localității Stepanivka era vorbitoare de ucraineană (95,62%), existând în minoritate și vorbitori de rusă (3,92%).